# Distretto di Kilombero
Il distretto di Kilombero è un distretto della Tanzania situato nella regione di Morogoro. È suddiviso in 19 circoscrizioni (wards) e conta una popolazione di 407 880 abitanti (censimento 2012). 
Lista delle circoscrizioni:
- Chisano
- Chita
- Idete
- Ifakara
- Kibaoni
- Kiberege
- Kidatu
- Kisawasawa
- Lumemo
- Mang'ula
- Masagati
- Mbingu
- Mchombe
- Mkula
- Mlimba
- Mofu
- Sanje
- Uchindile
- Utengule